# Botanischer Volkspark Blankenfelde-Pankow
Botanischer Volkspark Blankenfelde-Pankow (historische Bezeichnungen: Städtischer Schulgarten Blankenfelde [1949], Agro-Biologische Zentralstation der Thälmann-Pioniere „Walter Ulbricht“ [1953]) ist eine öffentliche Grünanlage im Berliner Ortsteil Blankenfelde. Sie beherbergt rund 6000 Pflanzenarten sowie die Geologische Wand, eine geologische Schaumauer, die mit 150 Gesteinsarten Gesteinsschichten der obersten Erdkruste Mitteleuropas zeigt. Der Park ging aus einem Schulgarten hervor, ist seit 1995 öffentlich zugänglich und steht unter Denkmalschutz.

## Geschichte
Die Anlage wurde 1909 auf Anregung des Gartenbaudirektors Albert Brodersen auf einem stillgelegten Rieselfeldgelände als zentraler Berliner Schulgarten in der heutigen Größe angelegt. Als Rieselgelände gehörte das Grundstück der Stadt Berlin, die eiszeitliche Landschaft bot Gelegenheit für eine abwechslungsreiche Gestaltung: Im westlichen Teil wurde die Landschaft unter Einbeziehung der Zingerteiche weitgehend belassen, im östlichen Teil nahe dem Haupteingang wurden auf dem Raster der Rieselfelder landwirtschaftliche Flächen eingerichtet. So wurden an den Feldrainen Apfelbäume und an den Hauptwegen Ziergehölze angepflanzt. Berliner Schulen wurden mit Pflanzenmaterial für den Botanik- und Zeichenunterricht versorgt. 1911 wurde ein Eichen-Hainbuchen-Wald angelegt und 1912 wurde die Geologische Wand aus dem Volkspark Humboldthain hierher umgesetzt.

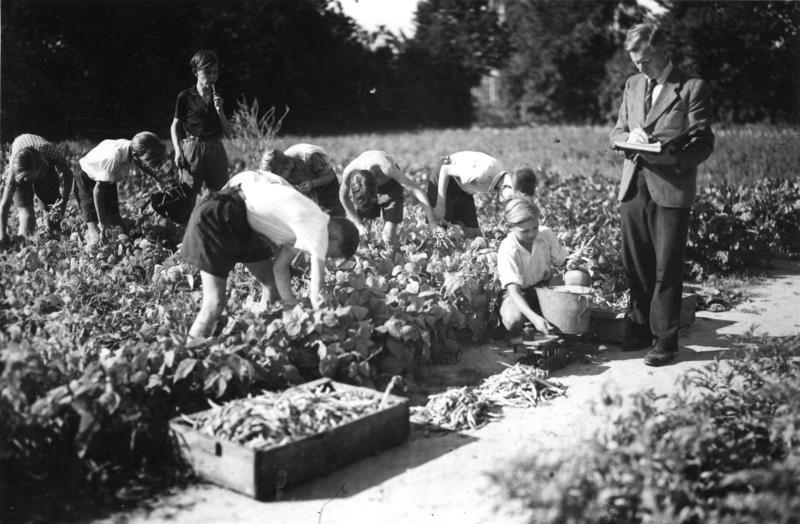
Botanischer Volkspark: Schulgarten mit Ernte von Nahrung, August 1947

In den beiden Weltkriegen 1914–1918 und 1939–1945 diente die Fläche der Versorgung der Bevölkerung mit Landwirtschaftsprodukten. Nach 1945 wurde auf Anregung des Leiters des Grünplanungamtes Reinhold Lingner die botanische Anlage erhalten und wiederhergestellt. 1952 wurde sie zur Zentralstation der Jungen Naturforscher „Walter Ulbricht“, es kamen das Wildgehege, Volieren und Stallungen hinzu. Schulklassen und Hortkinder besuchten seither die Anlage an Wandertagen und 1966 wurde das Methodische Lehrkabinett als Zusatz zum botanischen Schulgarten eingerichtet.
Im Jahr 1977 übernahm die Humboldt-Universität (HU) die Anlage, zu einer Zeit, als sich der Botanische Garten jenseits der Berliner Mauer in West-Berlin befand. Die Schaugewächshäuser wurden rekonstruiert und neue Tropen- und Gewächshäuser errichtet. Der 1911 angelegte Wald wurde erweitert, ein Arboretum europäischer Baumarten angelegt, und die vorhandenen Gewächse erhielten Erklärungsschilder.
Nach der politischen Wende 1989/1990 war die Zukunft zunächst nicht gesichert, bis der Berliner Senat die Anlage von der HU als wissenschaftlich-botanische Anlage übernahm. 1994 wurde die gesamte Anlage zur Öffentlichen Grünanlage erklärt und zum Gartendenkmal erhoben, die Geologische Wand erhielt ebenfalls den Status eines Denkmals. Unterstellt wurde die Anlage dem Bezirksamt Pankow.
Wegen organisatorischer Schwierigkeiten und finanzieller Anforderungen wurde das Objekt im Januar 2011 an die landeseigene Grün Berlin GmbH übergeben, die auch den Britzer Garten, die Gärten der Welt und das Tempelhofer Feld betreut. Mit dem Trägerwechsel war eine Umgestaltung verbunden, wobei der ursprüngliche Zweck der Ausbildung von Kindern und Jugendlichen im Vordergrund bestehen bleibt. Diese Trägerschaft war zeitlich begrenzt und endete mit Ablauf des Jahres 2021.

## Beschreibung der Anlage
Auf dem 33 Hektar großen Areal des Botanischen Volksparks Pankow existieren Pflanzengemeinschaften, die in Berlin ihresgleichen suchen, darunter viele gefährdete Arten. Interessant sind vor allem der Südosteuropawald und viele Baumarten im Kleinen Arboretum. Außerdem gibt es einen ehrenamtlich geführten Kräuter-Schaugarten. Auf der Anlage existieren rund sechstausend teilweise seltene Pflanzen, Stauden und Gewächse. Im Hochgewächshaus gibt es ein kleines Café.
Eine runde Ackerfläche in der Nähe des Damwildgeheges wird seit Frühling 2012 als Bauerngarten zur Pacht angeboten, was an die Tradition der Botanischen Anlage Blankenfelde hinsichtlich der Natur- und Umweltbildung von Stadtkindern anknüpft. Es werden dort mit ökologischem Gemüse bepflanzte Parzellen zur Jahresmiete angeboten, die nur wenig gärtnerischen Eigenaufwand erfordern.
Die Gesamtanlage steht unter Denkmalschutz. Dazu gehören die Hochgewächshäuser mit Verbinder, von Albert Brodersen entworfen, 1928–1929 von Alexander Weiß ausgeführt, 1985–1986 umgebaut. Die Flachgewächshäuser, die um 1910 vom Baugeschäft Otto Beyroth nach Plänen der Parkverwaltung errichtet und nach 1970 umgebaut wurden. Topfschuppen und Abstellschuppen, die um 1910 gebaut wurden. 5. und 6. Wirtschaftshof mit Bürogebäude mit angebautem Stall und Schmiede, die 1928–1929 errichtet und in den 1950er Jahren und nach 1980 umgebaut wurden. Eine Holzbaracke am Wirtschaftshof. Die Geologische Wand und die Steinerne Brücke (Schulgartenfahrbrücke).

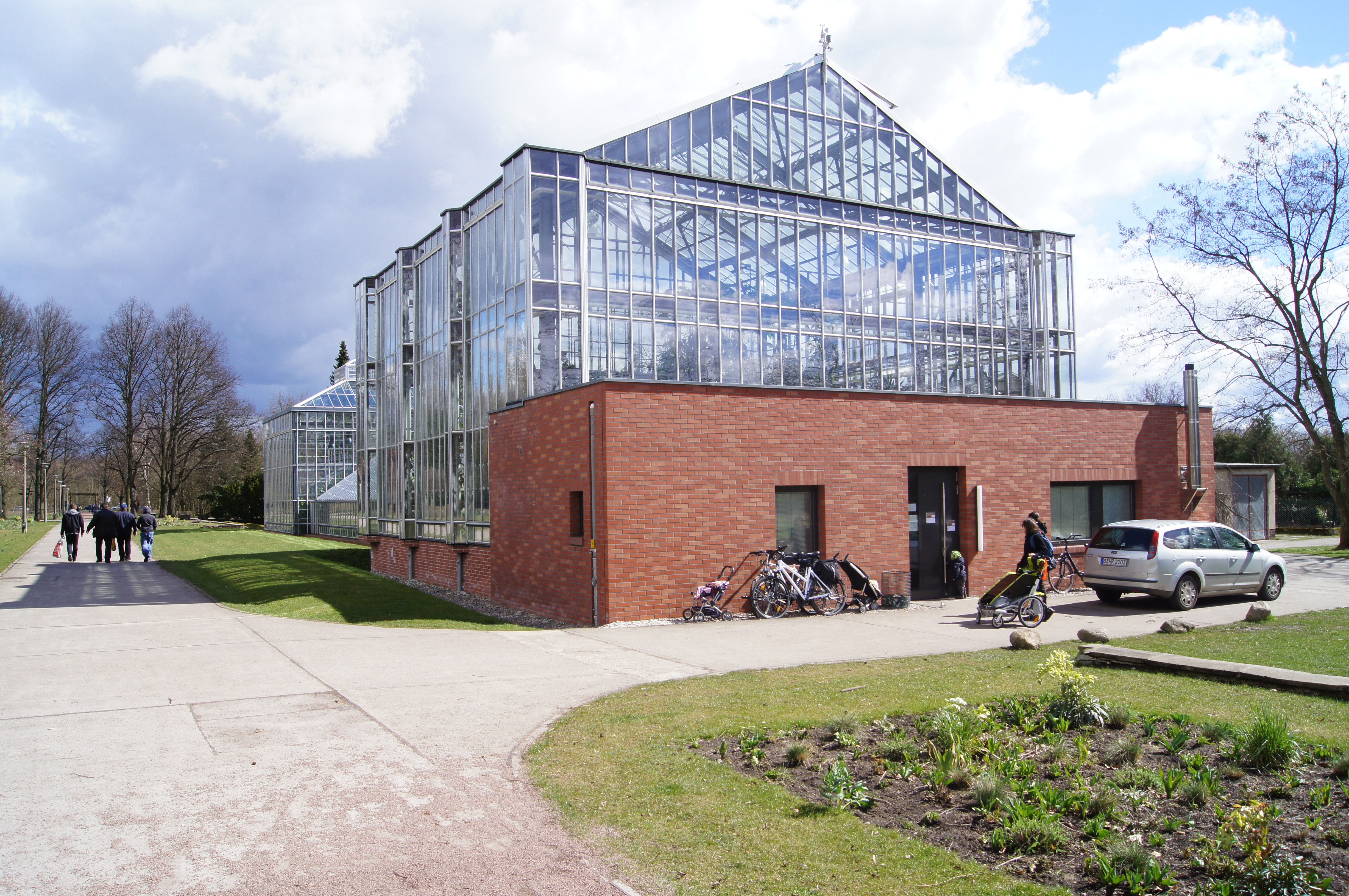
Hochgewächshäuser
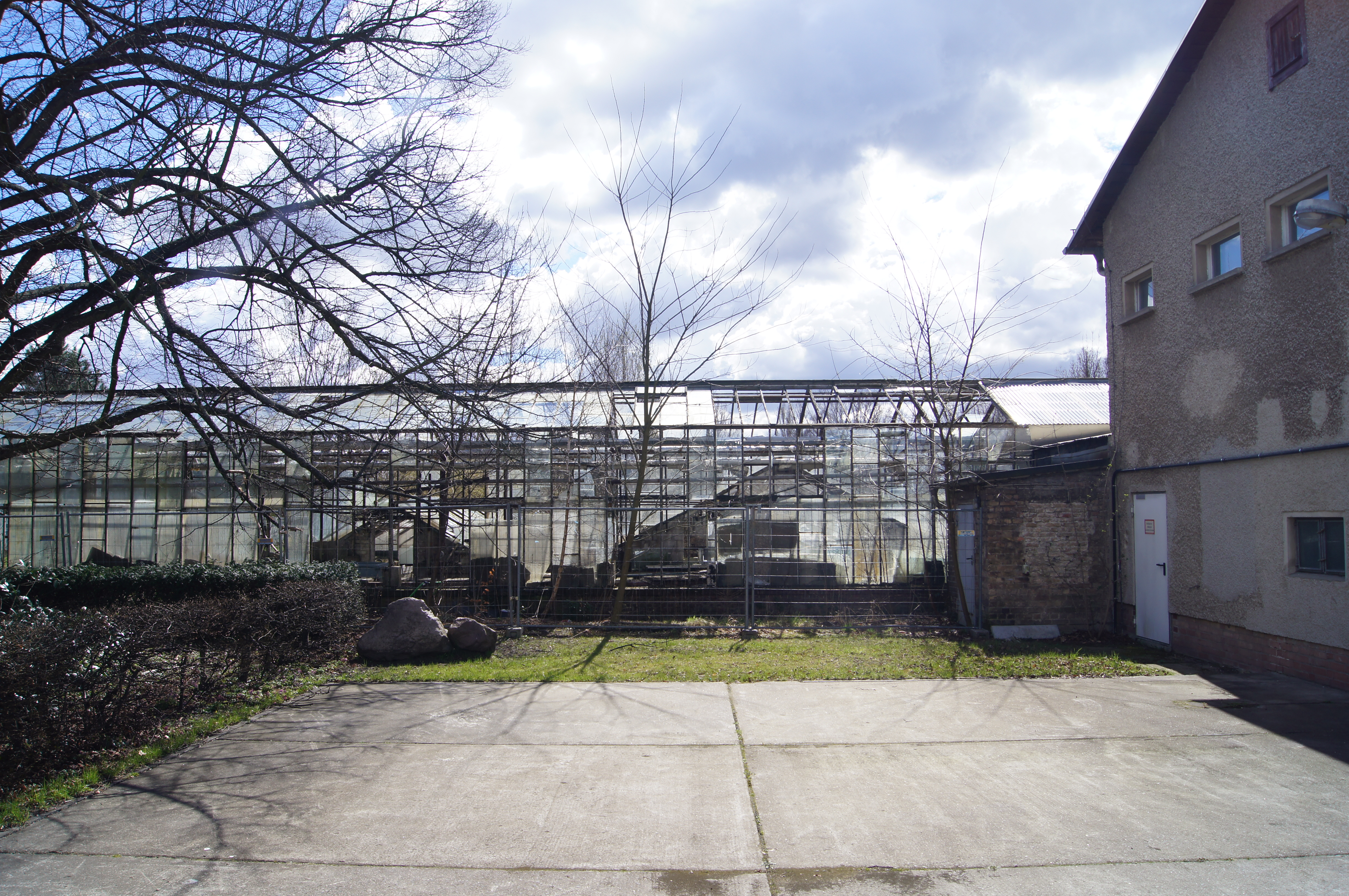
Flachgewächshäuser
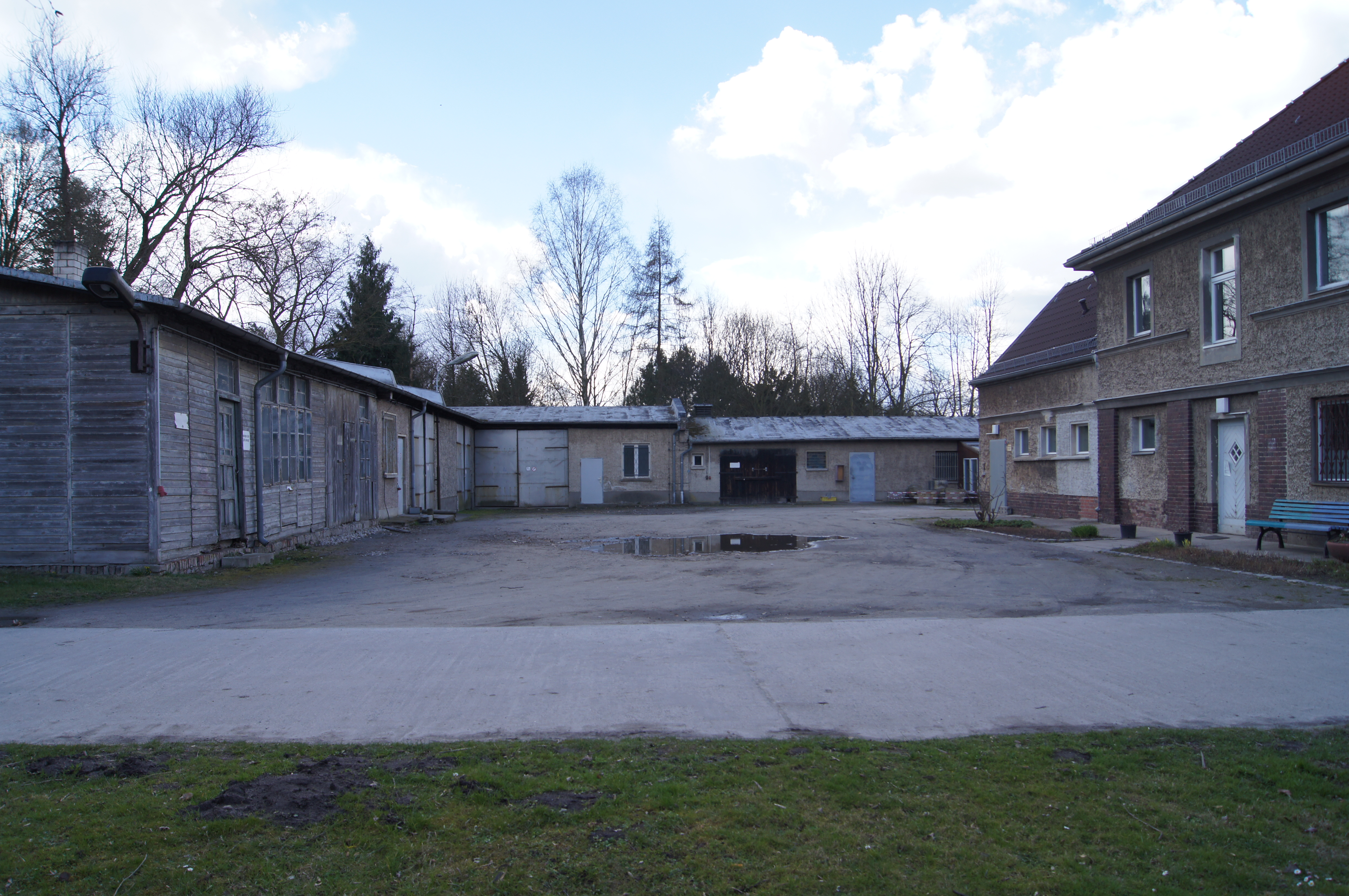
Wirtschaftshof
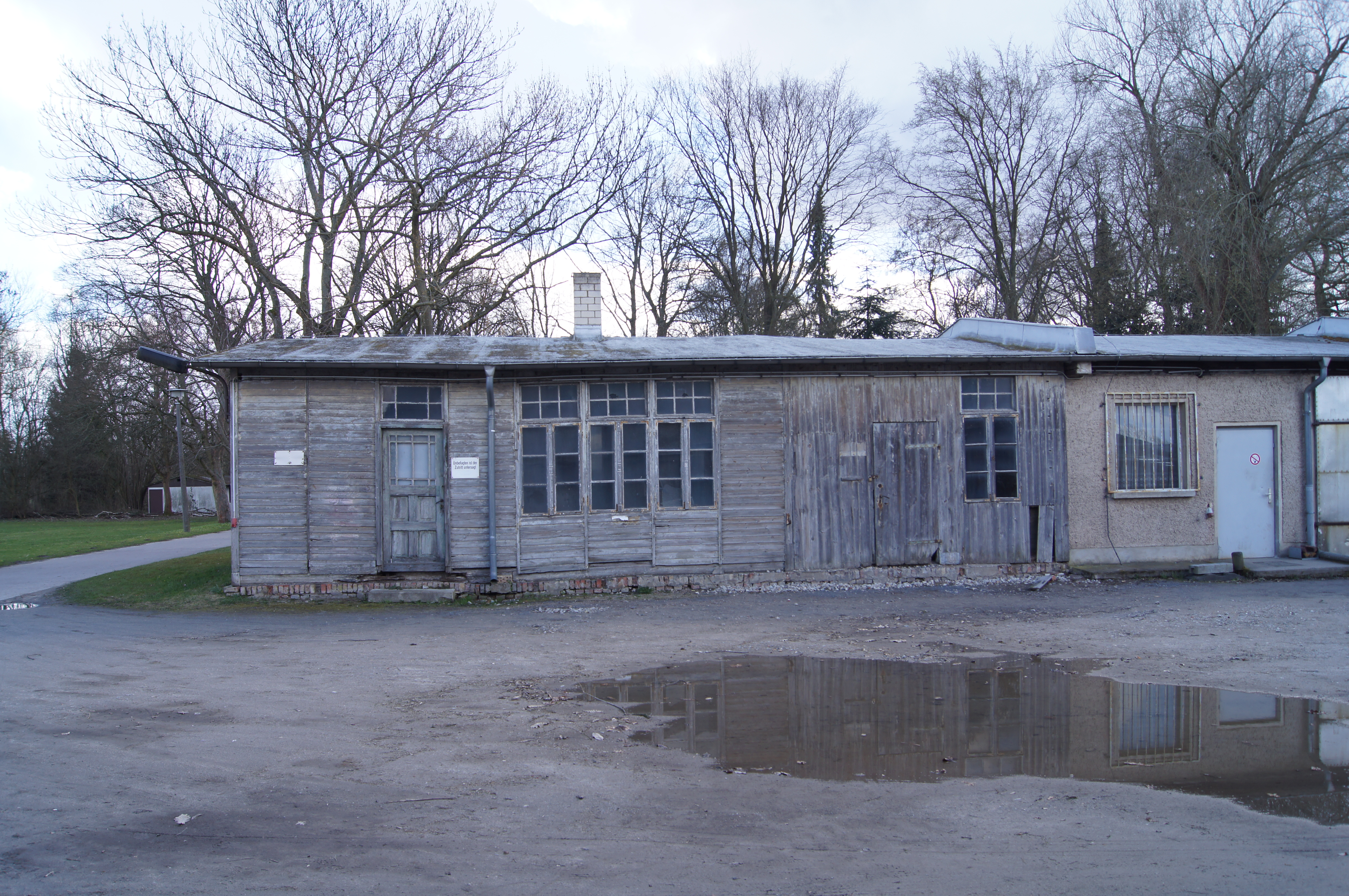
Holzbaracke am Wirtschaftshof
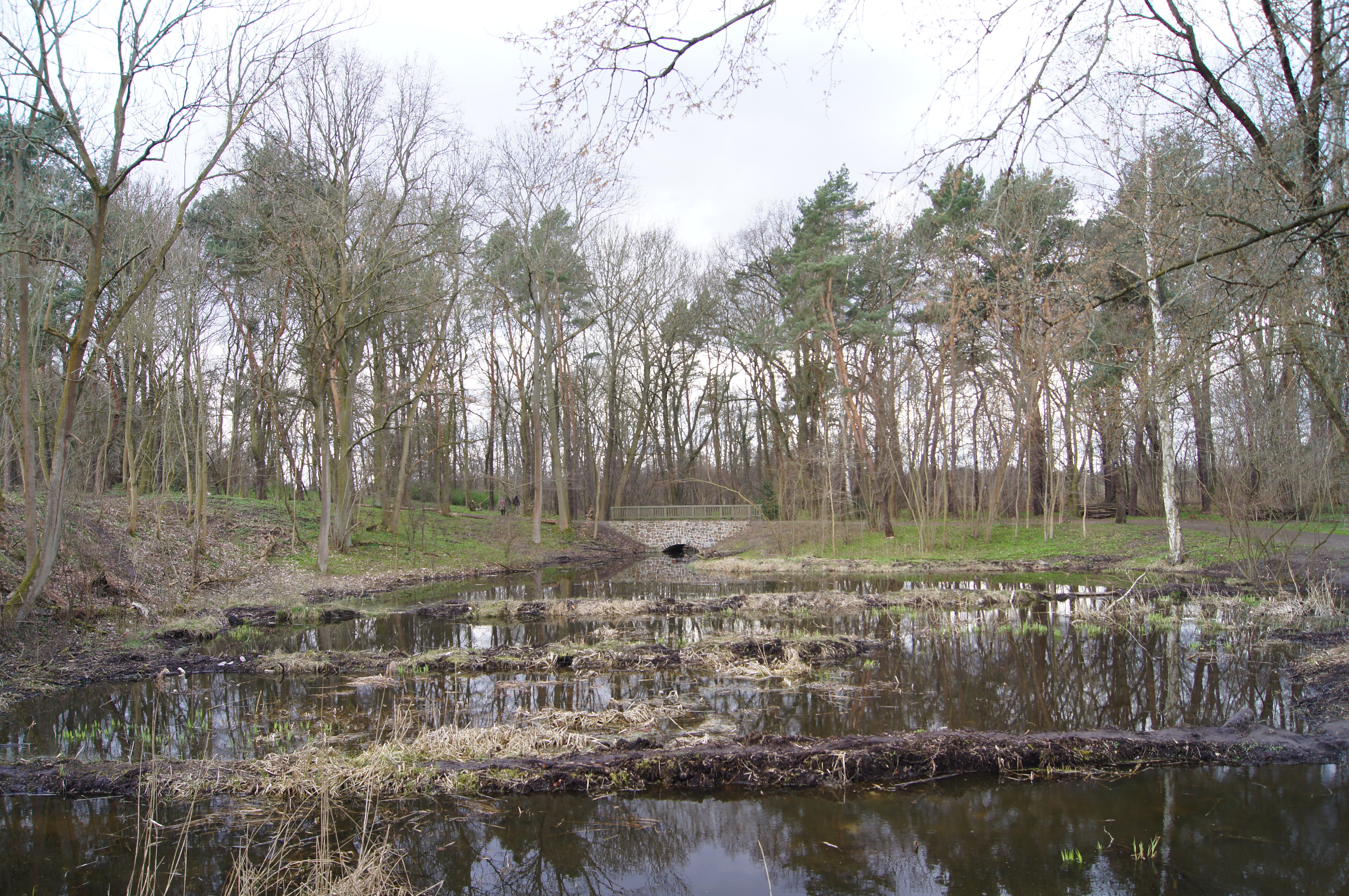
Steinerne Brücke (Schulgartenfahrbrücke)

Das Eintrittsgeld für den Park ist an Automaten an den Eingängen zu entrichten und beträgt einen Euro (ab Vollendung des 14. Lebensjahres, Stand: 2020). Die Einnahmen sind für den Betrieb der Schaugewächshäuser und zur Sanierung bzw. Verkehrssicherung weiterer Parkräume vorgesehen. Der Wald konnte bereits wieder freigegeben werden.
Die Servicegesellschaft Grün Berlin GmbH sorgte bis Ende 2021 im Auftrag des Landes Berlin für die Entwicklung und den Betrieb der Botanischen Anlage Blankenfelde. Als Schwerpunkte der Parkentwicklung waren „Bildung, Freizeit und Gesundheit“ definiert. Als Sonderanlagen gelten die Schaugewächshäuser, die Geologische Wand, das Damwildgatter sowie eine ehemalige Wassergartenanlage.
Im Volkspark befindet sich eine Geologische Wand. Die Wand stellt einen idealen Schnitt durch die Schichten der Erdkruste Mitteleuropas dar und besteht aus 123 Gesteinsarten.